# Roeien op de Olympische Zomerspelen 1996
Roeien is een van de sporten die beoefend werden tijdens de Olympische Zomerspelen 1996 in Atlanta. De roeiwedstrijden werden gehouden op Lake Lanier, 88 kilometer noordoostelijk van Atlanta.

## Mannen

### skiff
| rang   | sporter        | land | tijd    |
| ------ | -------------- | ---- | ------- |
| Goud   | Xeno Müller    | SUI  | 6:44.85 |
| Zilver | Derek Porter   | CAN  | 6:47.45 |
| Brons  | Thomas Lange   | GER  | 6:47.72 |
| 4      | Iztok Čop      | SLO  | 6:51.71 |
| 5      | Václav Chalupa | TCH  | 6:55.65 |
| 6      | Fredrik Bekken | NOR  | 6:59.51 |
| 7      | Robert Waddell | NZL  | 6:49.55 |
| 8      | Aly Ibrahim    | EGY  | 6:52.11 |

### dubbel-twee
| rang   | sporters                              | land | tijd    |
| ------ | ------------------------------------- | ---- | ------- |
| Goud   | Davide Tizzano Agostino Abbagnale     | ITA  | 6:16.98 |
| Zilver | Kjetil Undset Steffen Skar Størseth   | NOR  | 6:18.42 |
| Brons  | Frédéric Kowal Samuel Barathay        | FRA  | 6:19.85 |
| 4      | Lars Christensen Marlin Haldbo Hansen | DEN  | 6:24.77 |
| 5      | Arnold Jonke Christoph Zerbst         | AUT  | 6:25.17 |
| 6      | Sebastian Mayer Roland Opfer          | GER  | 6:29.32 |
| 7      | Michael Forgeron Todd Hallett         | CAN  | 6:18.37 |
| 8      | Peter Antonie Jason Day               | AUS  | 6:19.25 |

### lichte dubbel-twee
| rang   | sporters                                             | land | tijd    |
| ------ | ---------------------------------------------------- | ---- | ------- |
| Goud   | Markus Gier Michael Gier                             | SUI  | 6:23.47 |
| Zilver | Maarten van der Linden Pepijn Aardewijn              | NED  | 6:26.48 |
| Brons  | Anthony Edwards Bruce Hick                           | AUS  | 6:26.69 |
| 4      | José María de Marco Pérez Juan Carlos Sáez Bernardos | ESP  | 6:28.09 |
| 5      | Wolfgang Sigl Walter Rantasa                         | AUT  | 6:30.85 |
| 6      | Mattias Tichy Anders Christensson                    | SWE  | 6:34.78 |
| 7      | Robert Sycz Grzegorz Wdowiak                         | POL  | 6:24.95 |
| 8      | Marco Audisio Michelangelo Crispi                    | ITA  | 6:25.04 |

### twee-zonder-stuurman
| rang   | sporters                                | land | tijd    |
| ------ | --------------------------------------- | ---- | ------- |
| Goud   | Steve Redgrave Matthew Pinsent          | GBR  | 6:20.09 |
| Zilver | David Weightman Robert Scott            | AUS  | 6:21.02 |
| Brons  | Michel Andrieux Jean-Christophe Rolland | FRA  | 6:22.15 |
| 4      | Marco Penna Walter Bottega              | ITA  | 6:28.61 |
| 5      | Toni Dunlop David Schaper               | NZL  | 6:29.24 |
| 6      | Marko Banović Ninoslav Saraga           | CRO  | 6:30.48 |
| 7      | Michael Peterson Jonathan Holland       | USA  | 6:33.81 |
| 8      | Luc Goiris Jaak van Driessche           | BEL  | 6:34.46 |

### dubbel-vier
| rang   | sporters                                                                      | land | tijd    |
| ------ | ----------------------------------------------------------------------------- | ---- | ------- |
| Goud   | André Steiner Andreas Hajek Stephan Volkert André Willms                      | GER  | 5:56.93 |
| Zilver | Tim Young Brian Jamieson Eric Mueller Jason Gailes                            | USA  | 5:59.10 |
| Brons  | Janusz Hooker Duncan Free Ronald Snook Boden Hanson                           | AUS  | 6:01.65 |
| 4      | Massimo Paradiso Alessio Sartori Rossano Galtarossa Alessandro Corona         | ITA  | 6:02.12 |
| 5      | René Benguerel Michael Erdlen Ueli Bodenmann Simon Stürm                      | SUI  | 6:04.52 |
| 6      | Johan Flodin Pontus Ek Fredrik Hultén Henrik Nilsson                          | SWE  | 6:07.75 |
| 7      | Aleksandr Martsjenko Aleksandr Zaskalo Nikolai Tsjoeprina Leonid Sjaposjnikov | UKR  | 5:53.46 |
| 8      | Igor Kravtsov Nikolai Spinev Georgi Nikitin Vladimir Sokolov                  | RUS  | 5:54.98 |

### vier-zonder-stuurman
| rang   | sporters                                                                  | land | tijd    |
| ------ | ------------------------------------------------------------------------- | ---- | ------- |
| Goud   | Drew Ginn James Tomkins Nicholas Green Michael McKay                      | AUS  | 6:06.37 |
| Zilver | Gilles Bosquet Daniel Fauché Bertrand Vecten Olivier Moncelet             | FRA  | 6:07.03 |
| Brons  | Rupert Obholzer Jonathan Searle Gregory Searle Tim Foster                 | GBR  | 6:07.28 |
| 4      | Denis Žvegelj Jani Klemenčič Milan Janša Sadik Mujkič                     | SLO  | 6:07.87 |
| 5      | Claudiu Gabriel Marin Dorin Alupei Dimitrie Popescu Vasile lonel Măstăcan | ROU  | 6:08.97 |
| 6      | Walter Molea Riccardo Dei Rossi Raffaello Leonardo Carlo Mornati          | ITA  | 6.10.60 |
| 7      | Siniša Skelin Sead Marušić Igor Boraska Tihomir Franković                 | CRO  | 5:54.58 |
| 8      | Halvor Sannes Lande Odd-Even Bustnes Olaf Tufte Morton Bergesen           | NOR  | 5:55.19 |

### lichte vier-zonder-stuurman
| rang   | sporters                                                                | land | tijd    |
| ------ | ----------------------------------------------------------------------- | ---- | ------- |
| Goud   | Niels Henriksen Thomas Poulsen Eskild Ebbesen Victor Feddersen          | DEN  | 6:09.58 |
| Zilver | Jeffrey Lay Dave Boyes Gavin Hassett Brian Peaker                       | CAN  | 6:10.13 |
| Brons  | David Collins Jeff Pfaendtner Marc Schneider William Carlucci           | USA  | 6:12.29 |
| 4      | Derek Holland Samuel Lynch Neville Maxwell Anthony O'Connor             | IRL  | 6:13.51 |
| 5      | Tobias Rose Martin Weis Michael Buchheit Bernhard Stomporowski          | GER  | 6:14.79 |
| 6      | Haimish Karrasch Gary Lynagh David Belcher Simon Burgess                | AUS  | 6:18.16 |
| 7      | Stéphane Barre Xavier Dorfman Stéphane Guérinot Henri-Pierre Dall'Acqua | FRA  | 6:02.39 |
| 8      | Andrea Ré Leonardo Pettinari Ivano Zasio Carlo Gaddi                    | ITA  | 6:03.25 |

### acht
| rang   | sporters | land | tijd    |
| ------ | --- | ---- | ------- |
| Goud   | Henk-Jan Zwolle Diederik Simon Michiel Bartman Koos Maasdijk Niels van der Zwan Niels van Steenis Ronald Florijn Nico Rienks Jeroen Duyster (stuurman)                         | NED  | 5:42.74 |
| Zilver | Frank Richter Mark Kleinschmidt Wolfram Huhn Marc Weber Detlef Kirchhoff Thorsten Streppelhoff Ulrich Viefers Roland Baar Peter Thiede (stuurman)                              | GER  | 5:44.58 |
| Brons  | Anton Tsjermasjentsev Andrey Gloechov Dmitri Rozinkevitsj Vladimir Volodenkov Nikolai Aksjonov Roman Montsjenko Pavel Melnikov Serhij Matvjejev Aleksandr Loekjanov (stuurman) | RUS  | 5:45.77 |
| 4      | Gregory Stevenson Philip Graham Henry Hering Mark Platt Darren Barber Andrew Crosby Scott Brodie Adam Parfitt Patrick Newman (stuurman)                                        | CAN  | 5:46.54 |
| 5      | Doug Burden Bob Kaehler Porter Collins Edward Murphy Jamie Koven Jonathan Brown Donald Smith Fred Honebein Steven Segaloff (stuurman)                                          | USA  | 5:48.45 |
| 6      | James Stewart Geoffrey Stewart Robert Jährling Nicholas Porzig Jaime Fernandez Ben Dodwell Robert Walker Richard Wearne Brett Hayman (stuurman)                                | AUS  | 5:58.82 |
| 7      | Claudiu Gabriel Marin Andrei Bănică Cornel Nemţoc Dorin Alupei Viorel Talapan Neculai Ţaga Valentin Robu Iulică Ruican Marin Gheorghe (stuurman)                               | ROU  | 5:37.65 |
| 8      | Matthew Parish Graham Smith Alex Story Peter Bridge Ben Hunt-Davis Jim Walker Roger Brown Richard Hamilton Garry Herbert (stuurman)                                            | GBR  | 5:40.23 |

## Vrouwen

### skiff
| rang   | sporter                 | land | tijd    |
| ------ | ----------------------- | ---- | ------- |
| Goud   | Jekaterina Chodotovitsj | BLR  | 7:32.21 |
| Zilver | Silken Laumann          | CAN  | 7:35.15 |
| Brons  | Trine Hansen            | DEN  | 7:37.20 |
| 4      | Maria Brandin           | SWE  | 7:42.58 |
| 5      | Guin Batten             | GBR  | 7:45.08 |
| 6      | Ruth Davidon            | USA  | 7:46.47 |
| 7      | Annelies Bredael        | BEL  | 7:25.83 |
| 8      | Roemjana Nejkova        | BUL  | 7:27.77 |

### dubbel-twee
| rang   | sporters                              | land | tijd    |
| ------ | ------------------------------------- | ---- | ------- |
| Goud   | Marnie McBean Kathleen Heddle         | CAN  | 6:56.84 |
| Zilver | Cao Mianying Zhang Xiuyun             | CHN  | 6:58.35 |
| Brons  | Irene Eijs Eeke van Nes               | NED  | 6:58.72 |
| 4      | Marina Hatzakis Bronwyn Roye          | AUS  | 7:01.26 |
| 5      | Jana Thieme Manuela Lutze             | GER  | 7:04.14 |
| 6      | Philippa Baker Brenda Lawson          | NZL  | 7:09.92 |
| 7      | Kristine Bjerknes Kristine Klaveness  | NOR  | 6:53.31 |
| 8      | Tatjana Oestjoezjanina Jelena Reutova | UKR  | 6:53.96 |

### lichte dubbel-twee
| rang   | sporters                             | land | tijd    |
| ------ | ------------------------------------ | ---- | ------- |
| Goud   | Constanța Burcică Camelia Macoviciuc | ROU  | 7:12.78 |
| Zilver | Teresa Bell Lindsay Burns            | USA  | 7:14.65 |
| Brons  | Rebecca Joyce Virgina Lee            | AUS  | 7:16.56 |
| 4      | Lisa Bertini Martina Orzan           | ITA  | 7:16.83 |
| 5      | Berit Christoffersen Lene Andersson  | DEN  | 7:18.20 |
| 6      | Laurien Vermulst Ellen Meliesie      | NED  | 7:21.92 |
| 7      | Colleen Miller Wendy Wiebe           | CAN  | 7:03.87 |
| 8      | Michelle Darvill Ruth Kaps           | GER  | 7:04.31 |

### twee-zonder-stuurvrouw
| rang   | sporters                            | land | tijd    |
| ------ | ----------------------------------- | ---- | ------- |
| Goud   | Megan Still Kate Slatter            | AUS  | 7:01.39 |
| Zilver | Missy Schwen Karen Kraft            | USA  | 7:01.78 |
| Brons  | Christine Gossé Hélène Cortin       | FRA  | 7:03.82 |
| 4      | Kathrin Haacker Stefani Werremeier  | GER  | 7:08.49 |
| 5      | Emma Robinson Anna van der Kamp     | CAN  | 7:12.27 |
| —      | Albina Ligatsjova Vera Potsjitajeva | RUS  | DQ      |
| 7      | Liang Xiling Jing Yanhua            | CHN  | 7:15.41 |
| 8      | Elien Meijer Anneke Venema          | NED  | 7:17.26 |

### dubbel-vier
| rang   | sporters                                                           | land | tijd    |
| ------ | ------------------------------------------------------------------ | ---- | ------- |
| Goud   | Jana Sorgers Katrin Rutschow Kathrin Boron Kerstin Köppen          | GER  | 6:27.44 |
| Zilver | Jelena Ronzjina Inna Frolova Svetlana Mazij Diana Miftachoetdinova | UKR  | 6:30.36 |
| Brons  | Laryssa Biesenthal Marnie McBean Diane O'Grady Kathleen Heddle     | CAN  | 6:30.38 |
| 4      | Inger Pors Ulla Hansen Sarah Lauritzen Dorthe Pedersen             | DEN  | 6:30.92 |
| 5      | Cao Mianying Zhang Xiuyun Liu Xirong Gu Xiaoli                     | CHN  | 6:31.10 |
| 6      | Irene Eijs Meike van Driel Nelleke Penninx Eeke van Nes            | NED  | 6:35.54 |
| 7      | Irina Fedotova Oksana Dorodnova Larisa Merk Margarita Boydanova    | RUS  | 6:24.10 |
| 8      | Andrea Thies Cecile Tucker Catherine Symon Julia Chilicki          | USA  | 6:24.49 |

### acht
| rang   | sporters | land | tijd    |
| ------ | --- | ---- | ------- |
| Goud   | Anca Tănase Veronica Cochelea Liliana Gafencu Doina Spîrcu Ioana Olteanu Elisabeta Lipă Marioara Popescu Doina Ignat Elena Georgescu (stuurvrouw)                             | ROU  | 6:19.73 |
| Zilver | Heather McDermid Tosha Tsang Maria Maunder Alison Korn Emma Robinson Anna van der Kamp Jessica Monroe Theresa Luke Lesley Thompson (stuurvrouw)                               | CAN  | 6:24.05 |
| Brons  | Natalja Lavrinenko Aleksandra Pankina Natalja Voltsjek Tamara Davydenko Valentina Skrabatoen Jelena Mikoelitsj Natalja Stasjoek Marina Znak Jaroslava Pavlovitsj (stuurvrouw) | BLR  | 6:24.44 |
| 4      | Anne Kakela Mary McCagg Laurel Korholz Catriona Fallon Betsy McCagg Monica Tranel Michini Amy Fuller Jennifer Dore Yasmin Farooq (stuurvrouw)                                 | USA  | 6:26.19 |
| 5      | Jennifer Luff Georgina Deuglas Amy Safe Anna Ozolins Karina Wieland Alison Davies Carmen Klomp Bronwyn Thompson Kaylynn Hick (stuurvrouw)                                     | AUS  | 6:30.10 |
| 6      | Femke Boelen Marleen van der Velden Astrid van Koert Marieke Westerhof Rita de Jong Tessa Knaven Tessa Appeldoorn Muriel van Schilfgaarde Jissy de Wolf (stuurvrouw)          | NED  | 6:31.11 |
| 7      | Annamarie Stapleton Lisa Eyre Dorothy Blackie Katerine Pollitt Miriam Batten Catherine Bishop Joanne Turvey Alison Gill Suzie Ellis (stuurvrouw)                              | GBR  | 6:15.21 |
| 8      | Ina Justh Antje Rehaag Kathleen Naser Andrea Gesch Dana Pyritz Michaela Schmidt Anja Pyritz Ute Schell-Wagner-Stange Daniela Neunast (stuurvrouw)                             | GER  | 6:17.73 |

## Medaillespiegel
| rang   | land             | goud | zilver | brons | totaal |
| ------ | ---------------- | ---- | ------ | ----- | ------ |
| 1      | Australië        | 2    | 1      | 3     | 6      |
| 2      | Duitsland        | 2    | 1      | 1     | 4      |
| 3      | Roemenië         | 2    | 0      | 0     | 2      |
| 3      | Zwitserland      | 2    | 0      | 0     | 2      |
| 5      | Canada           | 1    | 4      | 1     | 6      |
| 6      | Nederland        | 1    | 1      | 1     | 3      |
| 7      | Denemarken       | 1    | 0      | 1     | 2      |
| 7      | Groot-Brittannië | 1    | 0      | 1     | 2      |
| 7      | Wit-Rusland      | 1    | 0      | 1     | 2      |
| 10     | Italië           | 1    | 0      | 0     | 1      |
| 11     | Verenigde Staten | 0    | 3      | 1     | 4      |
| 12     | Frankrijk        | 0    | 1      | 3     | 4      |
| 13     | China            | 0    | 1      | 0     | 1      |
| 13     | Noorwegen        | 0    | 1      | 0     | 1      |
| 13     | Oekraïne         | 0    | 1      | 0     | 1      |
| 16     | Rusland          | 0    | 0      | 1     | 1      |
| totaal | totaal           | 14   | 14     | 14    | 42     |